# Erik Aadahl
Erik Aadahl (San Francisco, 16 de setembro de 1976) é um editor de som americano, tendo trabalhado na criação sonora para filmes como Godzilla e Transformers: The Last Knight. Como reconhecimento, foi nomeado ao Óscar 2019 na categoria de Melhor Edição de Som por A Quiet Place.